# Otto von Flotow
Otto Ferdinand Friedrich Herrmann von Flotow (* 26. April 1822 in Landsberg an der Warthe; † 21. August 1900 in Hirschberg) war ein preußischer Generalmajor.

## Leben

### Herkunft
Er war der Sohn des preußischen Majors a. D. und Botanikers Julius von Flotow (1788–1856) und dessen Ehefrau Betty Louise, geborene Giesche (1792–1867). Er entstammt dem seit 1241 urkundlich nachgewiesen mecklenburgischen Uradelsgeschlecht Flotow.

### Militärkarriere
Flotow besuchte die Kadettenhäuser in Kulm und Berlin. Anschließend wurde er am 8. August 1839 dem 39. Infanterie-Regiment der Preußischen Armee überwiesen. Zur weiteren Ausbildung absolvierte Flotow ab Oktober 1844 für drei Jahre die Allgemeine Kriegsschule. Anschließend war er für mehrere Jahre als Erzieher an verschiedenen Kadettenhäusern tätig und wurde während dieser Zeit Premierleutnant. Unter Beförderung zum Hauptmann folgte am 18. Juli 1854 seine Versetzung in das 15. Infanterie-Regiment und übernahm als Chef die 11. Kompanie 1859 und 1860 fungierte er jeweils kurzzeitig als Bataillonskommandeur im 15. Landwehr-Regiment, bis Flotow am 1. Juli 1860 nach Herford in das 6. Westfälische Infanterie-Regiment Nr. 55 versetzt wurde. Mit diesem Verband beteiligte er sich 1864 während des Krieges gegen Dänemark an den Gefechten bei Missunde und dem Sturm auf die Düppeler Schanzen.
Nach dem Waffenstillstand kam Flotow mit seiner Beförderung zum Major am 25. Juni 1864 nach Torgau in das 4. Thüringische Infanterie-Regiment Nr. 72 und wurde im Jahr darauf Kommandeur des Füsilier-Bataillons. In dieser Eigenschaft kämpfte er 1866 gegen die Österreicher bei Liebenau, Podol, Münchengrätz und Königgrätz. Für seine Leistungen erhielt Flotow den Roten Adlerorden IV. Klasse mit Schwertern. Am 22. März 1868 avancierte er zum Oberstleutnant und wurde 1870 mit Beginn des Krieges gegen Frankreich für die Dauer des mobilen Verhältnisses zum Kommandeur des Landwehrbesatzungsregiment Torgau ernannt. Vierzehn Tage nach seiner Beförderung zum Oberst erhielt Flotow für die weitere Dauer des mobilen Verhältnisses das Kommando über das 2. Niederschlesische Infanterie-Regiment. Er führte es in der Schlacht von Sedan sowie der Belagerung von Paris und wurde am 26. September 1870 mit dem Eisernen Kreuz II. Klasse ausgezeichnet. Für sein Wirken im Gefecht bei Sceaux zeichnete ihn der bayerische König Ludwig II. mit dem Komturkreuz des Militärverdienstordens aus.
Nach dem Vorfrieden von Versailles ernannte man ihn am 29. März 1871 zum Regimentskommandeur. Am 21. Mai 1874 wurde Flotow unter Verleihung des Charakters als Generalmajor mit der gesetzlichen Pension der Abschied bewilligt. In Anerkennung seiner Verdienste verlieh Wilhelm II. ihm aus Anlass des 25. Jahrestages der Kämpfe am Petit Bicêtre (Gefecht bei Seaux) am 19. September 1895 den Kronenorden II. Klasse.

### Familie
Flotow hatte sich 1856 mit Adele Klothilde Franke (1836–1868) verheiratet. Nach ihrem Tod heiratete er am 2. April 1872 Cäcilie Giesche (* 1844–nach 1916). Aus der ersten Ehe gingen die beiden Töchter Ella (Elisabeth) (1857–1919), die den Offizier Bernhard von Schweinichen (1853–1923) heiratete, und Katharina (* 1861–nach 1916), welche ledig bei den Eltern im schlesischen Hirschberg lebte, hervor. Als Rentier bewahrte der General den Nachlass seines Vaters und stellte Material zur Forschung bereit. Zur Kur fuhr man als Familie, wie weitere Generäle, nach Franzisbad.